# Espace urbain de Bressuire
Cet article court présente un sujet plus développé dans : Espace urbain.
L’espace urbain de Bressuire était un espace urbain français centré sur la ville de Bressuire. C'était en 1999 le 78e des 96 espaces urbains français par la population, il comprenait alors une seule commune. 
L'INSEE a remplacé ce zonage en 2010 par l'aire urbaine de Bressuire comprenant une seule commune ; puis en 2020 par l'aire d'attraction de Bressuire comprenant 19 communes.